# Resolució 2005 del Consell de Seguretat de les Nacions Unides
La Resolució 2005 del Consell de Seguretat de les Nacions Unides fou adoptada per unanimitat el 14 de setembre de 2011. Després de recordar les resolucions anteriors sobre la situació a Sierra Leone, el Consell va acordar ampliar el mandat de l'Oficina de les Nacions Unides per a la Consolidació de la Pau a Sierra Leone durant un any, fins al 15 de setembre de 2012, amb la missió de donar suport al govern per tal que aconsegueixi que les eleccions de 2012 siguin pacífiques, justes i democràtiques, així com ajudar els esforços en la prevenció de conflictes, l'atur juvenil, programes de gènere, estat de dret i drets humans. També va encomanar a l'Oficina ajudar al Govern en la lluita contra la corrupció, el tràfic de drogues i la delinqüència organitzada, així com en l'enfortiment de la capacitat nacional per aplicar la llei, la gestió de fronteres i la construcció d'institucions de justícia penal.